# 9beta-pimara-7,15-dien oksidaza
9beta-pimara-7,15-dien oksidaza (EC 1.14.13.144, CYP99A3) je enzim sa sistematskim imenom 9beta-pimara-7,15-dien,NADPH:kiseonik 19-oksidoreduktaza. Ovaj enzim katalizuje sledeću hemijsku reakciju
9beta-pimara-7,15-dien + 3 O2 + 3 NADPH + 3 H+ {\displaystyle \rightleftharpoons } 9beta-pimara-7,15-dien-19-oat + 3 NADP+ + 4H2O (sveukupna reakcija)
(1a) 9beta-pimara-7,15-dien + O2 + + {\displaystyle \rightleftharpoons } 9beta-pimara-7,15-dien-19-ol + + + 2O
(1b) 9beta-pimara-7,15-dien-19-ol + O2 + + {\displaystyle \rightleftharpoons } 9beta-pimara-7,15-dien-19-al + + + 22O
(1c) 9beta-pimara-7,15-dien-19-al + O2 + + {\displaystyle \rightleftharpoons } 9beta-pimara-7,15-dien-19-oat + + + 2O
Za rad ovog enzima je neophodan citohrom P450. Enzim iz pirinča, Oryza sativa, učestvujeu u biosintezi fitoaleksinskog momilaktona.

## Literatura
- Nicholas C. Price; Lewis Stevens (1999). Fundamentals of Enzymology: The Cell and Molecular Biology of Catalytic Proteins (Third изд.). USA: Oxford University Press. ISBN 019850229X.
- Eric J. Toone (2006). Advances in Enzymology and Related Areas of Molecular Biology, Protein Evolution (Volume 75 изд.). Wiley-Interscience. ISBN 0471205036.
- Branden C; Tooze J. Introduction to Protein Structure. New York, NY: Garland Publishing. ISBN 0-8153-2305-0.
- Irwin H. Segel. Enzyme Kinetics: Behavior and Analysis of Rapid Equilibrium and Steady-State Enzyme Systems (Book 44 изд.). Wiley Classics Library. ISBN 0471303097.
- William P. Jencks (1987). Catalysis in Chemistry and Enzymology. Dover Publications. ISBN 0486654605.

## Spoljašnje veze
- 9beta-pimara-7,15-diene+oxidase на 